# Hydrocharitaceae
Hydrocharitaceae é uma pequena família  de monocotiledôneas da classe Alismatales composta por ervas aquáticas presentes em água doce, salobra ou salgada. Podem ser hermafroditas, monóicas ou dióicas. As planta presentes neste grupo possuem hábitos diversos como foliares submersos, parcialmente submersos e flutuantes, além de foliares lineares. A família é cosmopolita e composta por cerca de 17 gêneros e 127 espécies sendo que, no Brasil, ocorrem cerca de 6 gêneros e 15 espécies . As espécies pertencentes a esta família são amplamente distribuídas, embora sejam mais comuns em zonas tropicais e subtropicais, em água doce ou habitats marinhos. Algumas espécies têm grande importância econômica devido à venda e utilização como plantas ornamentais. Como exemplo de espécie bastante conhecida e utilizada em experimentos de aulas práticas pode-se citar a Egeria densa, planta nativa da região Sudeste do Brasil.

## Taxonomia
Hydrocharitaceae é uma família taxonomicamente monofilética. mas possui heterogeneidade morfológica significativa e, por isso, foi dividida entre 3 a 5 subfamílias. Najas e Zannichellia são exemplos dessa divisão por apresentar diferenças morfológicas como flores reduzidas como um único óvulo ereto e basal mas se assemelham pela anatomia da semente e sequenciamento genético. Tem origem oriental  e apresenta diversidade genética considerativa pelo sudoeste da Ásia, isso porque no cretáceo a região apresentou condições climáticas de elevada umidade e temperatura associadas à formação de planícies inundadas. Pertencente ao Reino Plantae, Divisão Magnoliophyta, Classe Liliopsida, Ordem Alismatales, a família Hydrocharitaceae possui 17 gêneros distribuídos ao longo do mundo e 127 espécies. Na América do Sul existe o predomínio de gêneros de água doce, enquanto que na Ásia e na Oceania gêneros marinhos como a Enhalus, Halophila e Thalassia são mais frequentemente encontrados. Já no Brasil, em áreas alagadas encontra-se gêneros do tipo Apalanthe, Egeria, Limnobium, Najas e Ottelia

## Morfologia
As Hydrocharitaceae são ervas Monoicias ou Dioicias com raíz simples ou ramificadas. O caule destas plantas pode ser monomórfico, dimórfico ou polimórfico, estolonífero e/ou ereto, alongado ou contraído. As folhas são dísticas, subopostas ou Verticiladas; pecioladas ou sésseis; lâmina Glabro ou pilosa, orbicular a linear; margem inteira a serreada; venação nevada ou acródroma; escamas intravaginais inconspícuas.

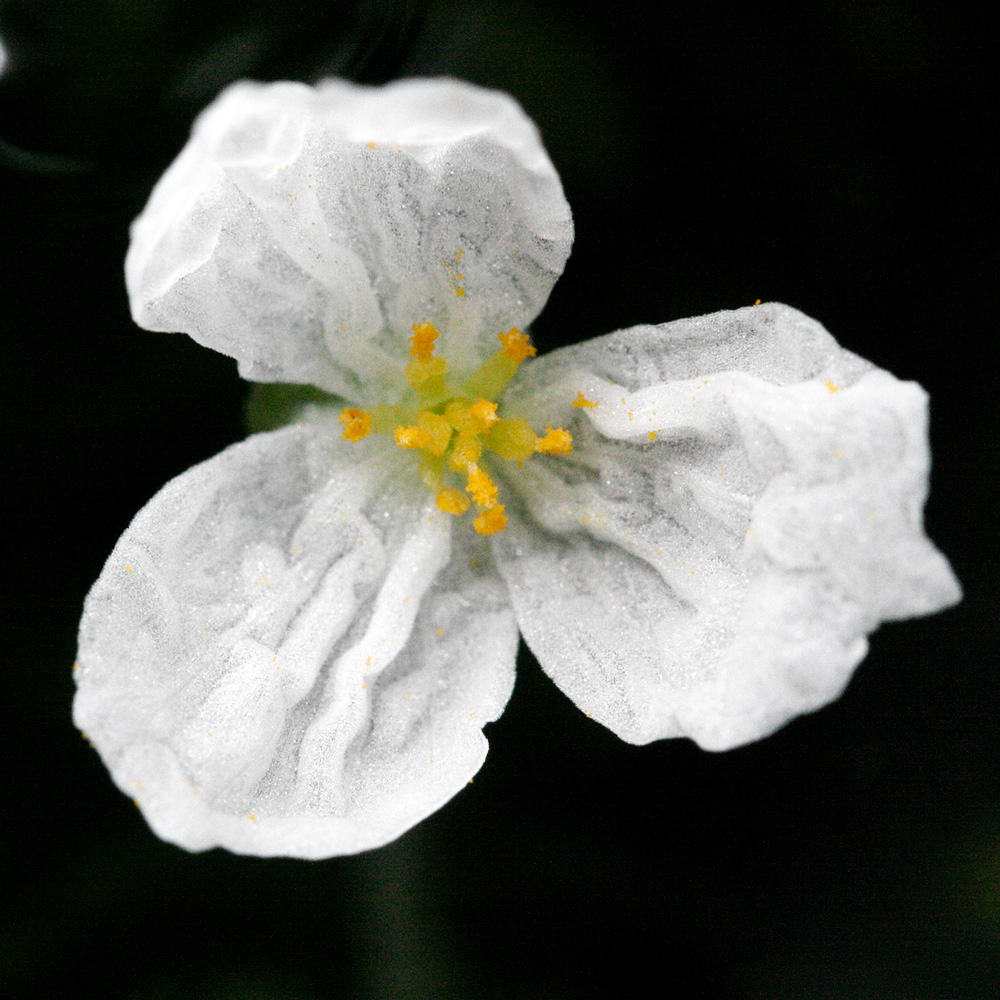
Morfologia da Flor da Egeria densa

Sua inflorescência Inflorescência, ou seja, terminação em flor, pode ser submersa, emersa ou flutuante. A flor pode ser uni ou bissexuada; séssil ou não; trímero, diclamídea, monoclamídea ou aclamídea; sépalas e pétalas livres; estame múltiplo, livres, vestigial ou ausente nas flores pistiladas. Geralmente as pétalas das flores destas plantas apresentam coloração branca. Ainda em sua constituição morfológica, o ovário é ínfero e constituído de 3 a 20 carpelos, podendo ser gamocarpelar, uni ou pluricarpelar, unilocular, uni a pluriovulado; a placentação parietal, hipanto alongado ou não; os estilete são simples ou múltiplos, inteiros ou lobados; estigma papilhoso. Por fim, o fruto é em cápsula, baga ou aquênio, com sementes globosas a fusiformes e endosperma escasso.

## Reprodução
A reprodução das espécies desta família ocorre de forma ampla, podendo ser realizada a partir de estolhos submersos ou flutuantes, aumentando rapidamente o número inicial das plantas. Em alguns gêneros a polinização ocorre por insetos, que visitam as flores em busca de néctar. Já em outros gêneros as anteras das flores com estames podem explodir e liberar os grãos de pólen, algumas vezes ocorre com as próprias flores se desprendendo e indo em direção ao estigma das flores carpeladas. No gênero Hydrilla, por exemplo, o pólen é levado pelo vento ou pela água. Além disso, a  reprodução por fragmentação de rizomas também é muito frequente.

## Relações Filogenéticas
Devido à elevada diversidade morfológica das espécies presentes nesta família, além do alto nível de diversidade dos mecanismos de polinização, a classificação taxonômica de Hydrocharitaceae tornou-se muito complexa. Além disso, outro fator que contribui para a complexidade do estabelecimento das relações filogenética do grupo é a quantidade de reduções morfológicas e adaptações que ocorreram ao longo de sua história evolutiva.
Análises fósseis e moleculares recentes apontaram que o ancestral mais antigo de Hydrocharitaceae ocorreu na Ásia durante os períodos Cretáceo Superior e Paleoceno. Em contrapartida, a elevada quantidade de fósseis de Hydrocharitaceae encontrados na Europa podem indicar que a origem desta família ocorreu em continente europeu, e não asiático. É provável que a grande distribuição geográfica das espécies desta família ocorreu por dispersão de longa distância e migração. Além disso, análises fósseis também apontam para o fato de que características como alguns hábitos de vida de indivíduos deste grupo como o hábito foliar submerso e o formato linear das folhas são estados ancestrais.

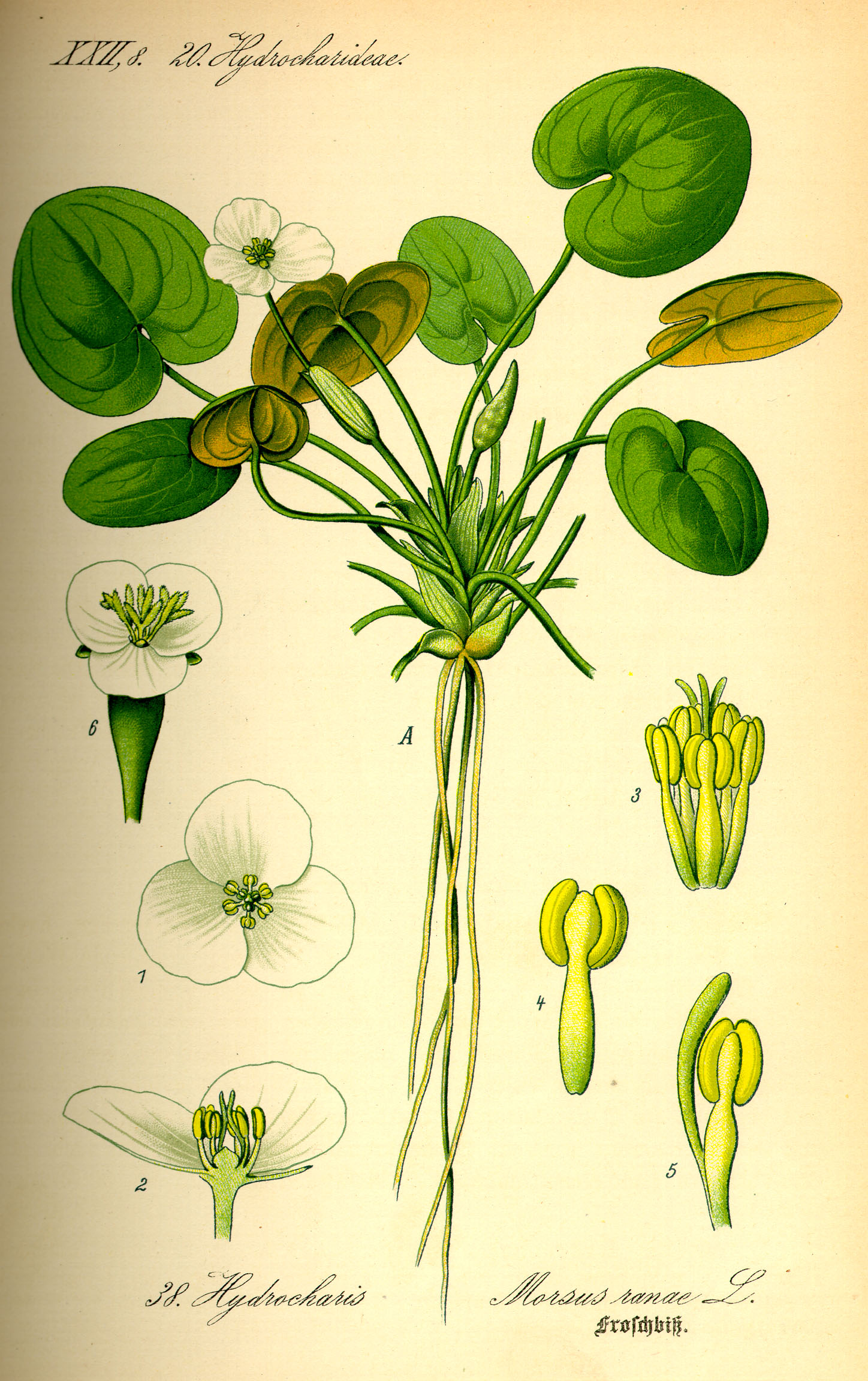
Ilustração Botânica Hydrocharitaceae

## Gêneros
| - Apalanthe - Appertiella - Blyxa - Egeria - Elodea - Enhalus - Enhydrias - Halophila - Hydrilla - Hydrocharis | - Lagarosiphon - Limnobium - Maidenia - Najas - Nechamandra - Oligolobos - Ottelia - Stratiotes - Thalassia - Vallisneria |

## Domínios e estados de ocorrência no Brasil
As plantas desta família possuem uma ampla distribuição geográfica, sendo predominantemente cosmopolita e estando presentes em regiões tropicais e subtropicais, tanto em ambientes de água doce como de água salobra. Dentre os membros do grupo, 14 espécies encontradas são de ambiente de água doce, enquanto 3 espécies são adaptadas a ambientes marinhos. Os membros desta família são amplamente distribuídos pelos estados brasileiros, sendo estes compostos por gêneros diferentes ou compartilhados.
Na Serra dos Carajás, região do Pará, por exemplo, foram encontrados dois gêneros de Hydrocharitaceae, sendo eles Ottelia e Apalanthe. O gênero Ottelia, constituído por plantas dulcícolas e submersas fixas, possui cerca de 20 espécies conhecidas com apenas uma delas presente na América. No Brasil este gênero está presente nos estados da Bahia, Goiás, Mato Grosso, Mato Grosso do Sul, Minas Gerais, Paraná e São Paulo. Já o gênero Apalanthe ocorre na região tropical da América do Sul e, em território brasileiro, ocorre em todas as regiões exceto a Sul. Assim como o gênero anteriormente citado, Apalanthe também é composto por plantas dulcícola e submersas fixas.
No Estado do Rio de Janeiro foram encontradas espécies de diversos gêneros da família, sendo eles: Apalanthe Planch, Egeria Planch, Halophila, Limnobium e Najas..